# Prix Paul Doistau-Émile Blutet de l'information scientifique
Ne pas confondre avec le Prix Paul Doistau-Émile Blutet destiné aux mathématiciens.
Le prix Paul Doistau-Émile Blutet de l’information scientifique de l'Académie des sciences est un prix annuel destiné à récompenser alternativement un ou plusieurs scientifiques dans le domaine de l’histoire des sciences et épistémologie ou un ou plusieurs auteurs d'une œuvre de vulgarisation. Il est doté de 3 500 € en 2021 (avant 2012 : 7 500 €). Il a été créé en 1995, et est devenu un « grand prix thématique » en 2001.

## Lauréats
- 1997 : Agnès Acker, professeur à Strasbourg, pour son activité de vulgarisation ; elle a fondé l'Association des planétariums de langue française et le Jardin des sciences à Strasbourg.
- 1998 : non attribué
- 1999 : Michel Mendès France, Gérald Tenenbaum pour leur livre sur les nombres premiers paru dans la collection Que sais-je ?[2].
- 2000 : non attribué
- 2001 : Lucienne Gouguenheim et Gilbert Walusinski,  fondateurs du CLEA (comité de liaison enseignants astronomes) pour la promotion de l'enseignement de l'astronomie dans les écoles.
- 2002 : Valérie Ansel, Hugues Dreyssé, pour leur organisation de la politique culturelle de l’université de Strasbourg.
- 2003 : Philippe Poindron, président de l'association Alsace BioValley, aussi pour ses émissions de popularisation des sciences à la télévision (France 3).
- 2004 : Pierre Laszlo, chimiste, pour plusieurs livres de vulgarisation des sciences[3].
- 2005 : Michel Morange, historien de biologie et professeur à l'université Paris VI et à l'École normale supérieure, auteur de Histoire de la biologie moléculaire. Dans la collection Que sais-je ? il publie  La Vie expliquée ?, qui se veut une réponse moderne à livre classique d'Erwin Schrödinger intitulé Was ist Leben?, paru en 1944.
- 2006 : Jean-Pierre Luminet, astrophysicien à l'observatoire de Paris-Meudon, auteur de livres de vulgarisation des sciences, par exemple sur les trous noirs.
- 2007 : Jean-Paul Gaudillère, histoire de la médecine, Institut national de la santé et de la recherche médicale (Inserm) à Paris.
- 2008 : Francis Gires, pour sa collection historique d'instruments de physique (musée Bernard-d'Agesci à Niort), découverts dans des lycées français, qu'il présente dans des expositions ou lors de conférences dans des écoles.
- 2009 : Jean-Pierre Camilleri, Jean Coursaget, tous deux professeurs émérites, historiens des débuts de la radiothérapie[4].
- 2010 : Philippe Boulanger, fondateur et rédacteur en chef, en 1977, de Pour la Science; nombreuses émissions de radio et télévision, comme Archimède.
- 2011 : Christine Proust, directrice de recherche au CNRS à Paris, Laboratoire Sphère, histoire des mathématiques mésopotamiennes.
- 2012 : Michel Cabaret, directeur de l’Espace des sciences à Rennes.
- 2013 : Vincent Deparis[5] docteur en histoire de la science, auteur de Voyage à l'intérieur de la terre qui constitue une somme de l’histoire des théories de la terre et de sa mécanique.
- 2014 : Christophe Degueurce, professeur d'anatomie et conservateur du  Musée Fragonard[6].
- 2015 : Simone Dumont, agrégée de mathématiques, docteur ès sciences physiques, astronome retraitée de l’Observatoire de Paris[7].
- 2016 : Jean-François Dars et Anne Papillault, tous deux anciens ingénieurs de recherche au Centre national de la recherche scientifique[1].
- 2017 : Denis Savoie, directeur de la médiation scientifique et de l'éducation d'Universcience (Palais de la découverte - Cité des Sciences et de l'Industrie) à Paris[8].
- 2019 : Suzanne Débarbat[9].
- 2021 : Martha Cecilia Bustamante, historienne des sciences et David Louapre, physicien, connu pour son blog et sa chaîne YouTube[10].
- 2022 : Bruno Monflier, créateur du Festival d'Astronomie de Fleurance[11].
- 2023 : Sophie Becherel, journaliste radio, cheffe du service sciences, santé, environnement à la rédaction de France Inter[12].